# غونزالو خيمينيز
غونزالو خيمينيز (بالإسبانية: Gonzalo Giménez)‏ (4 سبتمبر 1995 بالأرجنتين - ) هو لاعب كرة قدم أرجنتيني في مركز الوسط. لعب مع أرسنال ساراندي.

## وصلات خارجية
- غونزالو خيمينيز على موقع قاعدة بيانات كرة القدم.إي يو (الإنجليزية)
- غونزالو خيمينيز على موقع Soccerway.com (الإنجليزية)